# Episodi di Wandin Valley (terza stagione)
La terza stagione della serie televisiva Wandin Valley è stata trasmessa in anteprima in Australia dalla Seven Network tra il 1º febbraio 1983 e il 16 novembre 1983.
| nº | Titolo originale                          | Titolo italiano | Prima TV Australia | Prima TV Italia |
| -- | ----------------------------------------- | --------------- | ------------------ | --------------- |
| 1  | Little Voices (Part 1)                    |                 | 1º febbraio 1983   |                 |
| 2  | Little Voices (Part 2)                    |                 | 2 febbraio 1983    |                 |
| 3  | Grace and Favour (Part 1)                 |                 | 8 febbraio 1983    |                 |
| 4  | Grace and Favour (Part 2)                 |                 | 9 febbraio 1983    |                 |
| 5  | Breaking Point (Part 1)                   |                 | 15 febbraio 1983   |                 |
| 6  | Breaking Point (Part 2)                   |                 | 16 febbraio 1983   |                 |
| 7  | Just Another Patient (Part 1)             |                 | 22 febbraio 1983   |                 |
| 8  | Just Another Patient (Part 2)             |                 | 23 febbraio 1983   |                 |
| 9  | Truth and Consequences (Part 1)           |                 | 1º marzo 1983      |                 |
| 10 | Truth and Consequences (Part 2)           |                 | 2 marzo 1983       |                 |
| 11 | Who Cares? (Part 1)                       |                 | 8 marzo 1983       |                 |
| 12 | Who Cares? (Part 2)                       |                 | 9 marzo 1983       |                 |
| 13 | September Song (Part 1)                   |                 | 15 marzo 1983      |                 |
| 14 | September Song (Part 2)                   |                 | 16 marzo 1983      |                 |
| 15 | The Reckoning (Part 1)                    |                 | 22 marzo 1983      |                 |
| 16 | The Reckoning (Part 2)                    |                 | 23 marzo 1983      |                 |
| 17 | The Winds of Change (Part 1)              |                 | 29 marzo 1983      |                 |
| 18 | The Winds of Change (Part 2)              |                 | 30 marzo 1983      |                 |
| 19 | Love and Glory (Part 1)                   |                 | 5 aprile 1983      |                 |
| 20 | Love and Glory (Part 2)                   |                 | 6 aprile 1983      |                 |
| 21 | So, Life Wasn't Meant to Be Easy (Part 1) |                 | 12 aprile 1983     |                 |
| 22 | So, Life Wasn't Meant to Be Easy (Part 2) |                 | 13 aprile 1983     |                 |
| 23 | Another Man's Poison (Part 1)             |                 | 19 aprile 1983     |                 |
| 24 | Another Man's Poison (Part 2)             |                 | 20 aprile 1983     |                 |
| 25 | Hair of the Dog (Part 1)                  |                 | 26 aprile 1983     |                 |
| 26 | Hair of the Dog: Part2                    |                 | 27 aprile 1983     |                 |
| 27 | See Ya (Part 1)                           |                 | 3 maggio 1983      |                 |
| 28 | See Ya (Part 2)                           |                 | 4 maggio 1983      |                 |
| 29 | Warning Signs (Part 1)                    |                 | 10 maggio 1983     |                 |
| 30 | Warning Signs (Part 2)                    |                 | 11 maggio 1983     |                 |
| 31 | No More Mr. Nice Guy (Part 1)             |                 | 17 maggio 1983     |                 |
| 32 | No More Mr. Nice Guy (Part 2)             |                 | 18 maggio 1983     |                 |
| 33 | Fruit of the Vine (Part 1)                |                 | 24 maggio 1983     |                 |
| 34 | Fruit of the Vine (Part 2)                |                 | 25 maggio 1983     |                 |
| 35 | A Woman's Place (Part 1)                  |                 | 31 maggio 1983     |                 |
| 36 | A Woman's Place (Part 2)                  |                 | 1º giugno 1983     |                 |
| 37 | Still Life (Part 1)                       |                 | 7 giugno 1983      |                 |
| 38 | Still Life (Part 2)                       |                 | 8 giugno 1983      |                 |
| 39 | Lost Weekend (Part 1)                     |                 | 14 giugno 1983     |                 |
| 40 | Lost Weekend (Part 2)                     |                 | 15 giugno 1983     |                 |
| 41 | The Wandin Valley Connection (Part 1)     |                 | 21 giugno 1983     |                 |
| 42 | The Wandin Valley Connection (Part 2)     |                 | 22 giugno 1983     |                 |
| 43 | The Sentimental Bloke (Part 1)            |                 | 28 giugno 1983     |                 |
| 44 | The Sentimental Bloke (Part 2)            |                 | 29 giugno 1983     |                 |
| 45 | A Lady's Choice (Part 1)                  |                 | 6 luglio 1983      |                 |
| 46 | A Lady's Choice (Part 2)                  |                 | 7 luglio 1983      |                 |
| 47 | Bush Lore (Part 1)                        |                 | 13 luglio 1983     |                 |
| 48 | Bush Lore (Part 2)                        |                 | 14 luglio 1983     |                 |
| 49 | Kicking the Habit (Part 1)                |                 | 19 luglio 1983     |                 |
| 50 | Kicking the Habit (Part 2)                |                 | 20 luglio 1983     |                 |
| 51 | Never Count Your Chooks (Part 1)          |                 | 26 luglio 1983     |                 |
| 52 | Never Count Your Chooks (Part 2)          |                 | 27 luglio 1983     |                 |
| 53 | All Fired Up (Part 1)                     |                 | 2 agosto 1983      |                 |
| 54 | All Fired Up (Part 2)                     |                 | 3 agosto 1983      |                 |
| 55 | Raking Over the Ashes (Part 1)            |                 | 3 agosto 1983      |                 |
| 56 | Raking Over the Ashes (Part 2)            |                 | 4 agosto 1983      |                 |
| 57 | A Good Cause (Part 1)                     |                 | 10 agosto 1983     |                 |
| 58 | A Good Cause (Part 2)                     |                 | 11 agosto 1983     |                 |
| 59 | Positive Steps (Part 1)                   |                 | 17 agosto 1983     |                 |
| 60 | Positive Steps (Part 2)                   |                 | 18 agosto 1983     |                 |
| 61 | Kith and Kin (Part 1)                     |                 | 30 agosto 1983     |                 |
| 62 | Kith and Kin (Part 2)                     |                 | 31 agosto 1983     |                 |
| 63 | Running Away (Part 1)                     |                 | 6 settembre 1983   |                 |
| 64 | Running Away (Part 2)                     |                 | 7 settembre 1983   |                 |
| 65 | My Son, My Son (Part 1)                   |                 | 13 settembre 1983  |                 |
| 66 | My Son, My Son (Part 2)                   |                 | 14 settembre 1983  |                 |
| 67 | Tipping the Balance (Part 1)              |                 | 20 settembre 1983  |                 |
| 68 | Tipping the Balance (Part 2)              |                 | 21 settembre 1983  |                 |
| 69 | Pioneering Spirit (Part 1)                |                 | 27 settembre 1983  |                 |
| 70 | Pioneering Spirit (Part 2)                |                 | 28 settembre 1983  |                 |
| 71 | Taking the Plunge (Part 1)                |                 | 4 ottobre 1983     |                 |
| 72 | Taking the Plunge (Part 2)                |                 | 5 ottobre 1983     |                 |
| 73 | Spellbound (Part 1)                       |                 | 11 ottobre 1983    |                 |
| 74 | Spellbound (Part 2)                       |                 | 12 ottobre 1983    |                 |
| 75 | Promises, Promises (Part 1)               |                 | 18 ottobre 1983    |                 |
| 76 | Promises, Promises (Part 2)               |                 | 19 ottobre 1983    |                 |
| 77 | From This Day Forward (Part 1)            |                 | 25 ottobre 1983    |                 |
| 78 | From This Day Forward (Part 2)            |                 | 26 ottobre 1983    |                 |
| 79 | Got It Made (Part 1)                      |                 | 1º novembre 1983   |                 |
| 80 | Got It Made (Part 2)                      |                 | 2 novembre 1983    |                 |
| 81 | Have I Got a Deal for You (Part 1)        |                 | 8 novembre 1983    |                 |
| 82 | Have I Got a Deal for You (Part 2)        |                 | 9 novembre 1983    |                 |
| 83 | Wednesday's Child (Part 1)                |                 | 15 novembre 1983   |                 |
| 84 | Wednesday's Child (Part 2)                |                 | 16 novembre 1983   |                 |